# Deering (Dakota del Norte)
Deering es una ciudad ubicada en el condado de McHenry en el estado estadounidense de Dakota del Norte. En el censo de 2010 tenía una población de 98 habitantes y una densidad poblacional de 511,32 personas por km².

## Geografía
Deering se encuentra ubicada en las coordenadas 48°23′45″N 101°2′58″O / 48.39583, -101.04944. Según la Oficina del Censo de los Estados Unidos, Deering tiene una superficie total de 0.19 km², de la cual 0.19 km² corresponden a tierra firme y (0%) 0 km² es agua.

## Demografía
Según el censo de 2010, había 98 personas residiendo en Deering. La densidad de población era de 511,32 hab./km². De los 98 habitantes, Deering estaba compuesto por el 92.86% blancos, el 0% eran afroamericanos, el 0% eran amerindios, el 3.06% eran asiáticos, el 0% eran isleños del Pacífico, el 0% eran de otras razas y el 4.08% pertenecían a dos o más razas. Del total de la población el 2.04% eran hispanos o latinos de cualquier raza.